# Tsuyoshi Nakao
Tsuyoshi Nakao (født 29. maj 1983) er en tidligere japansk fodboldspiller.
Han har spillet for flere forskellige klubber i sin karriere, herunder Ventforet Kofu.